# Alice Minnie Hertsová
Alice Minnie Hertsová (cca 1870 New York – 28. září 1933), někdy uváděná jako A. Minnie Hertzová-Henigerová, byla americká divadelní profesionálka, zakladatelka a manažerka Dětského vzdělávacího divadla v New Yorku. Mark Twain o jejím díle řekl: „Považuji ho za největší občanskou sílu století.“

## Životopis
Narodila se v New Yorku jako dcera Henryho B. a Esther Moss Hertsové. Navštěvovala veřejnou školu č. 47, poté pokračovala na Normal College v New Yorku a na Sorbonně v Paříži.
Hertsová začínala jako sociální pracovnice u Educational Alliance a v roce 1903 založila Dětské vzdělávací divadlo v New Yorku.
V roce 1913 vzala Jacoba Henigera. Zemřela v roce 1933, když jí bylo kolem 60 let.